# Pinus occidentalis
Pinus occidentalis, pino criollo o pino de cuaba pertenece a la familia de las Pinaceae, originario de la isla de La Española, donde es un endemismo. Su resina es utilizada para fabricar el jabón de cuaba, que es un jabón utilizado culturalmente en República Dominicana.

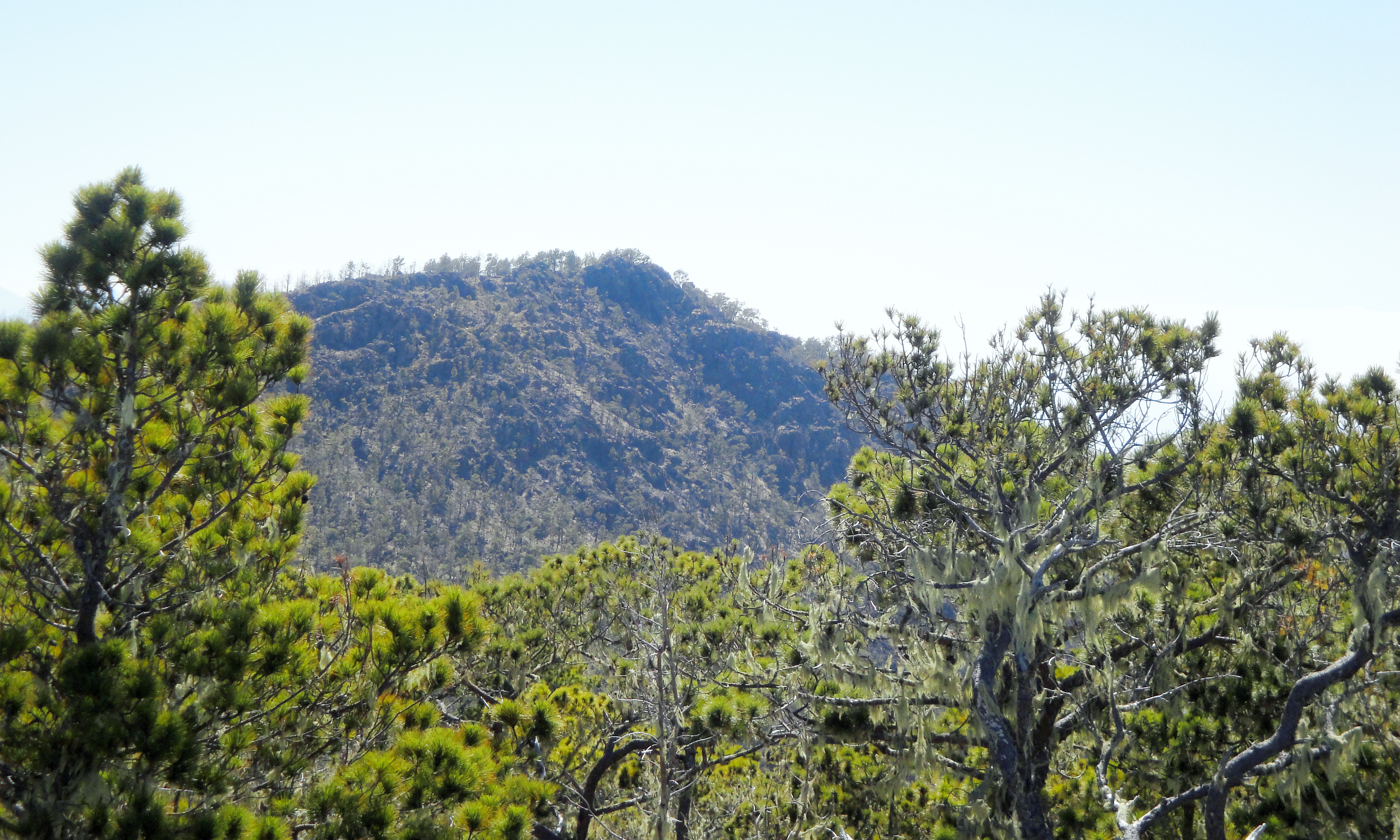
En su hábitat

## Descripción

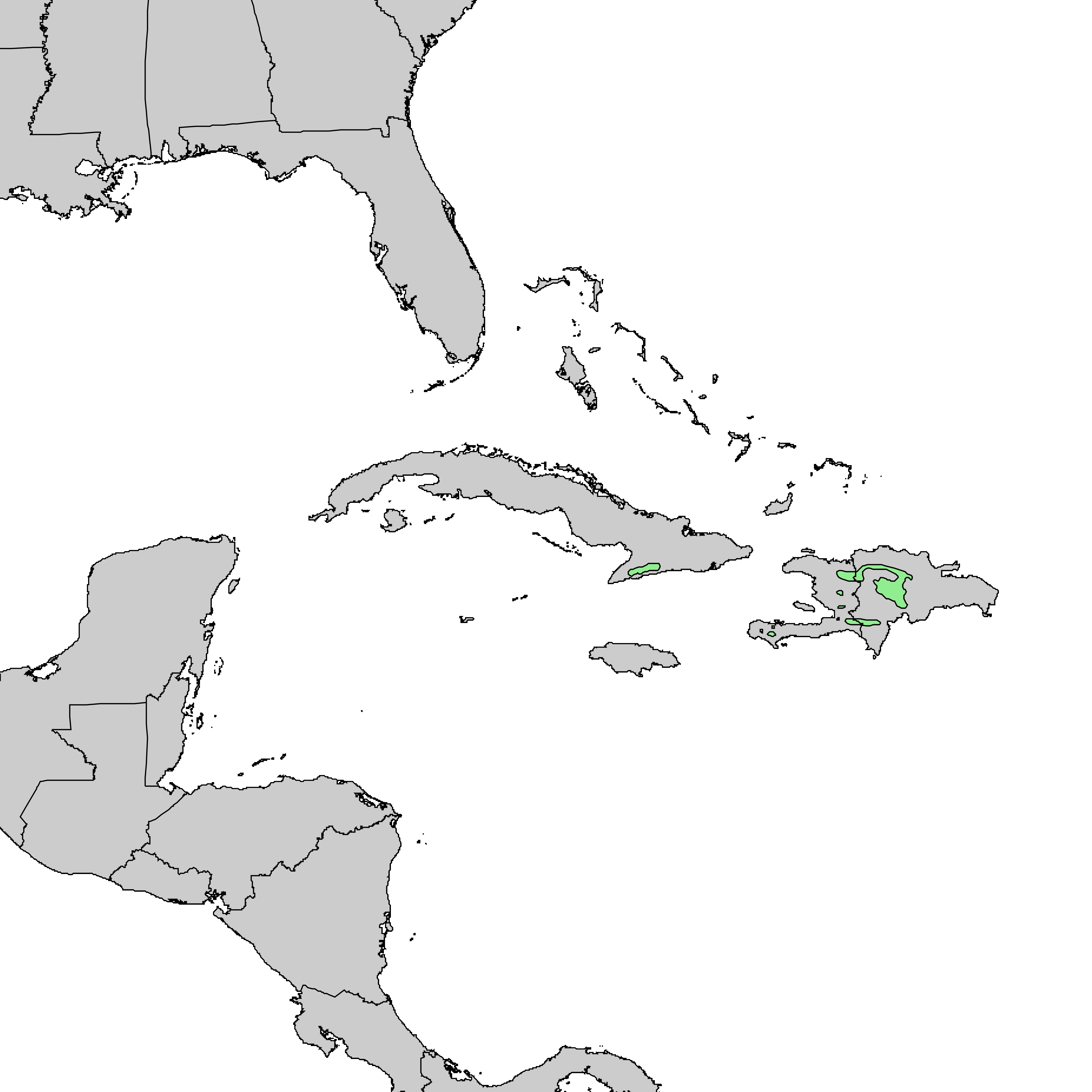

Se producen semillas entre noviembre y enero. Es el árbol más abundante de la República Dominicana; forma densos pinares en la Cordillera Central y Sierra de Bahoruco. Crece hasta 30 m de altura; tronco recto de hasta 2m de diámetro. Esta especie es monoica; es decir, produce conos masculinos y femeninos en el mismo árbol. Sus semillas son aladas, dispersas por el viento. Es una de las pocas coníferas de la Española. Crece en los bosques húmedos y ocupa diferentes tipos de suelos y ambientes, aguantando temperaturas que varían de 30 a -20 °C, situados a elevaciones desde 120 a 3.175 m s. n. m., en el Pico Duarte.  Su madera es de buena calidad y tradicionalmente ha sido utilizada en la fabricación de muebles, combustible y extracción de resina.

## Taxonomía
Pinus occidentalis fue descrita por Olof Swartz  y publicado en Nova Genera et Species Plantarum seu Prodromus 103. 1788.
Etimología
Pinus: nombre genérico dado en latín al pino.
occidentalis: epíteto latino que significa "de occidente".
Sinonimia
- Pinus occidentalis var. baorucoensis Silba[3][4]

## Fuente
- Ricardo García, Milcíades Mejía, Francisco Jiménez.  Importancia de las plantas nativas y endémicas en la reforestación de la República Dominicana.
- Miguel Rojas, Fotografía (Pinus Occidentalis).